# Coscineuta
Coscineuta is een geslacht van rechtvleugeligen uit de familie veldsprinkhanen (Acrididae). De wetenschappelijke naam van dit geslacht is voor het eerst geldig gepubliceerd in 1873 door Stål.

## Soorten
Het geslacht Coscineuta omvat de volgende soorten:
- Coscineuta cicatricosa Bolívar, 1890
- Coscineuta coxalis Serville, 1838
- Coscineuta haematonota Burmeister, 1838
- Coscineuta marginalis Walker, 1870
- Coscineuta matensis Rehn, 1918
- Coscineuta pulchripes Gerstaecker, 1889
- Coscineuta trochilus Gerstaecker, 1873
- Coscineuta virens Thunberg, 1815